# Splachnum
Splachnum (Møgmos) er en slægt af mosser med cirka 11 arter, hvoraf to findes i Danmark. Slægtsnavnet Splachnum er afledt af et gammelt græsk navn for et mos, Splagchnon.
| Danske arter |

- Pæremøgmos Splachnum ampullaceum
- Rundbladet møgmos Splachnum vasculosum